# Feacris malabarensis
Feacris malabarensis är en insektsart som först beskrevs av Kevan, D.K.M. 1953.  Feacris malabarensis ingår i släktet Feacris och familjen Pyrgomorphidae. Inga underarter finns listade i Catalogue of Life.